# San Benedetto Tennis Cup 2014
Il San Benedetto Tennis Cup 2014 è stato un torneo di tennis facente parte della categoria ATP Challenger Tour nell'ambito dell'ATP Challenger Tour 2014. È stata la 10ª edizione del torneo che si è giocato a San Benedetto del Tronto in Italia dal 7 al 13 luglio 2014 su campi in terra rossa e aveva un montepremi di 35 000 €+H.

## Partecipanti singolare

### Teste di serie
| Nazionalità          | Giocatore             | Ranking* | Testa di serie |
| -------------------- | --------------------- | -------- | -------------- |
| Austria              | Andreas Haider-Maurer | 95       | 1              |
| Argentina            | Máximo González       | 116      | 2              |
| Italia               | Filippo Volandri      | 117      | 3              |
| Bosnia ed Erzegovina | Damir Džumhur         | 123      | 4              |
| Slovacchia           | Norbert Gombos        | 128      | 5              |
| Italia               | Simone Bolelli        | 132      | 6              |
| Slovenia             | Aljaž Bedene          | 140      | 7              |
| Slovacchia           | Andrej Martin         | 162      | 8              |

- Ranking al 23 giugno 2014.

### Altri partecipanti
Giocatori che hanno ricevuto una wild card:
- Simone Bolelli
- Alessandro Giannessi
- Gianluigi Quinzi
- Filippo Volandri

Giocatori che sono passati dalle qualificazioni:
- Duilio Beretta
- Tomislav Brkić
- Enzo Couacaud
- Artem Smirnov

Giocatori che hanno ricevuto un entry come alternate:
- Gianluca Naso

## Partecipanti doppio

### Teste di serie
| Nazionalità | Giocatore            | Nazionalità | Giocatore         | Ranking* | Testa di serie |
| ----------- | -------------------- | ----------- | ----------------- | -------- | -------------- |
| Argentina   | Guillermo Durán      | Argentina   | Eduardo Schwank   | 222      | 1              |
| Italia      | Alessandro Giannessi | Argentina   | Máximo González   | 302      | 2              |
| Venezuela   | Roberto Maytín       | Argentina   | Andrés Molteni    | 334      | 3              |
| Slovacchia  | Andrej Martin        | Rep. Ceca   | Jaroslav Pospíšil | 431      | 4              |

- Ranking al 24 giugno 2014.

### Altri partecipanti
Coppie che hanno ricevuto una wild card:
- Walter Trusendi /  Adelchi Virgili
- Cristian Rodríguez /  Sherif Sabry

## Vincitori

### Singolare
Damir Džumhur ha battuto in finale  Andreas Haider-Maurer con il punteggio di 6–3, 6–3

### Doppio
Daniele Giorgini /  Potito Starace hanno battuto in finale  Hugo Dellien /  Sergio Galdós con il punteggio di 6–3, 6(3)–7, [10–5]